# Ookay
Abraham Laguna (Chula Vista, 10 de janeiro de 1992), conhecido por seu nome artístico Ookay, é um produtor musical, DJ e músico norte-americano.

## Carreira
Laguna mora em Los Angeles e seu pai é um baixista que interpretou um baixo solo durante o Dia dos Pais de Ookay no EDC 2015. Mais recentemente, Ookay juntou-se com Diplo para remixar o "You Make Me" do Avicii.
Em 10 de março de 2014, Showtek e Ookay lançaram um single intitulado "Bouncer" via o rótulo de Showtek Skink Records. Um vídeo de música oficial foi carregado pelo canal da Spinnin 'Records no YouTube duas semanas depois.

### 2014
Em 7 de novembro de 2014, Ookay lançou seu EP de estréia "Ghost" através do rótulo de Steve Aoki, Dim Mak Records.  Quando perguntado sobre suas inspirações de criar o EP, Ookay disse: "Eu realmente queria empurrar os limites da minha habilidade. É meio que um soco no ombro para os meus fãs que ficam zangados quando eu faço algo além de uma Trap. Então eu fiz uma EP inteiro que é praticamente não uma Trap (exceto Egg Drop Soup). Realmente tentando convencer todos que eu não sou um pônei de um truque ". 

### 2016
Em 25 de março de 2016, Ookay lançou um único título intitulado "Ladrão" em plataformas digitais. Um video musical produzido por Davin Tjen e dirigido por Rumena Dinevska para a música foi carregado no canal do YouTube de Ookay cinco dias depois. Quando perguntado quando começou a trabalhar na música, Ookay disse: "... há um ano, logo depois de voltar de Coachella 2015".  A partir de 19 de agosto de 2016, a música atingiu 27 pontos na Billboard's Dance / Electronic Digital Songs chart.
Em 7 de outubro de 2016, Ookay lançou seu segundo longa-metragem intitulado "Cocoon", composto por cinco músicas. Falando sobre outro DJ e amigo, Big Makk, que morreu de um acidente de carro em agosto,  Ookay disse: "Não posso acreditar que tenha que ser assim e nem sequer desistirei".  Um evento de homenagem, no qual Ookay foi um artista intérprete ou executante, arrecadou US $ 8 mil em doações com todos os rendimentos para a família do Big Makk. 

### 2017 (atualmente)
Ookay lançou "Stay Forever" como um single para o Dia dos Namorados. Mais tarde, colaborou com Marshmello para lançar o single "Chasing Colors" com vocais de Noah Cyrus.  

## Discografia

### Ep's
| Title  | Details |
| ------ | --- |
| Ghost  | - Lançado em 7 de novembro de 2014 - Gravadora: Dim Mak Records - Formato: Digital download - Produção: Ookay |
| Cocoon | - Lançado em 7 de outubro de 2016 - Gravadora: Self-released - Formato: Digital download - Produçaõ: Ookay    |

| Música                                                                       | Year | Paradas musicais | Album                                                     |
| Música                                                                       | Year | US Dance         | Album                                                     |
| ---------------------------------------------------------------------------- | ---- | ---------------- | --------------------------------------------------------- |
| Sahara"                                                                      | 2013 | —                | Non-album singles                                         |
| "Bouncer" (with Showtek)                                                     | 2014 | —                | Non-album singles                                         |
| "Yen" (with Pyramid Juke)                                                    | 2014 | —                | Diamonds                                                  |
| "Blow Your Mind" (with BLVKSTAR featuring Borgore)                           | 2015 | —                | The Buygore Album                                         |
| "The Boot" (featuring Ragga Twins)                                           | 2016 | —                | Dim Mak Greatest Hits 2015: Originals (feat. Ragga Twins) |
| "Pop It Off" (with YDG)                                                      | 2016 | —                | Non-album singles                                         |
| "Thief"                                                                      | 2016 | 27               | Non-album singles                                         |
| "Echo" (with Scott Sinjin)                                                   | 2016 | —                | Non-album singles                                         |
| "Only One" (with A-Trak)                                                     | 2016 | —                | Fool's Gold Presents: Night Shift                         |
| "Buck"                                                                       | 2016 | —                | Non-album singles                                         |
| "Stay Forever"                                                               | 2017 | —                | Wow! Cool Album!                                          |
| "Chasing Colors" (with Marshmello featuring Noah Cyrus)                      | 2017 | 32               | Non-album singles                                         |
| "Lighthouse" (with Fox Stevenson)                                            | 2017 | —                | Non-album singles                                         |
| "Cool"                                                                       | 2018 | —                | Wow! Cool Album!                                          |
| "Loved or Lost"                                                              | 2018 | —                | Wow! Cool Album!                                          |
| "Help Me Out"                                                                | 2018 | —                | Wow! Cool Album!                                          |
| "—" denotes releases that did not chart or were not released in that region. |      |                  |                                                           |

## Videoclipes
| Música                                | Ano  | Artista         | Nota              |
| ------------------------------------- | ---- | --------------- | ----------------- |
| "Bouncer"                             | 2014 | Ookay & Showtek | Canção Própria    |
| "Thief"                               | 2016 | Ookay           | Canção Própria    |
| "Keep It Mello" (featuring Omar LinX) | 2016 | Marshmello      | Artista convidado |